# Comte de Newburgh
 (janvier 2024).
Le contenu est difficilement compréhensible vu les erreurs de traduction, qui sont peut-être dues à l'utilisation d'un logiciel de traduction automatique.
Le titre héréditaire de comte de Newburgh créé dans la pairie d'Écosse peut passer, à l'inverse de la majorité des titres, également à des femmes selon les lettres patentes.

## Histoire
Le premier titulaire, sir James Levingston (1622 † 1670), succède à son père au titre de baronnet de Nova Scotia (cr. 1627). Nommé en tant que vicomte de Newburgh en 1647 il fait son entrée au parlement d'Écosse. Puis avancé, en 1660, au titre de comte de Newburgh avec les titres subsidiaires de vicomte de Kynnaird et lord Levingston, il siège ensuite à la Chambre des Lords au parlement de Westminster.
Les titres de pair dévolus par mariage de jure aux Radclyffe en Angleterre, à la suite des princes Giustiniani puis Giustiniani-Bandini en Italie, ensuite hérités depuis 1941 par la maison principière Radclyffe, princes du Saint-Empire.
L'héritière présomptive de l'actuel comte, don Filippo XIe prince Rospigliosi, son unique est la princesse Benedetta Francesca Maria Rospigliosi (née 1974), ainsi appelée maîtresse de Newburgh, dont son fils et héritier en ligne, Carlo Albertario (né 2001) est titré par courtoisie lord Levingston.

### Liste des comtes de Newburgh
- 1660-1670 : James Levingston, 1er comte de Newburgh (v.1622-1670) ;
- 1670-1694 : Charles Levingston, 2e comte de Newburgh (v.1664–1694) ;
- 1694-1755 : Charlotte Radclyffe (en), 3e comtesse de Newburgh (1694–1755) ;
- 1755-1786 : James Radclyffe (en), 4e comte de Newburgh (1725–1786) ;
- 1786-1814 : Anthony Radclyffe, 5e comte de Newburgh (1757–1814) ;
- 1814-1826 : Vincenzo Giustiniani, 6e comte de Newburgh, 6e prince Giustiniani (1762–1826) ;
- 1826-1877 : Maria Bandini, 7e comtesse de Newburgh, duchesse de Mondragone (1796–1877) ;
- 1877-1908 : Sigismondo Giustiniani-Bandini, 8e comte de Newburgh, 1er prince Bandini-Giustiniani (1818–1908) ;
- 1908-1941 : Carlo Giustiniani-Bandini, 9e comte de Newburgh, 2e prince Bandini-Giustiniani (1862–1941) ;
- 1941-1977 : Maria Guiseppina Giustiniani-Bandini, 10e comtesse de Newburgh (1889-1977) ;
- 1977-1986 : Giulio Rospigliosi, 11e comte de Newburgh, 10e prince Rospigliosi (1907-1986) ;
- depuis 1986 : Filippo Rospigliosi, 12e comte de Newburgh, 11e prince Rospigliosi (né en 1942).

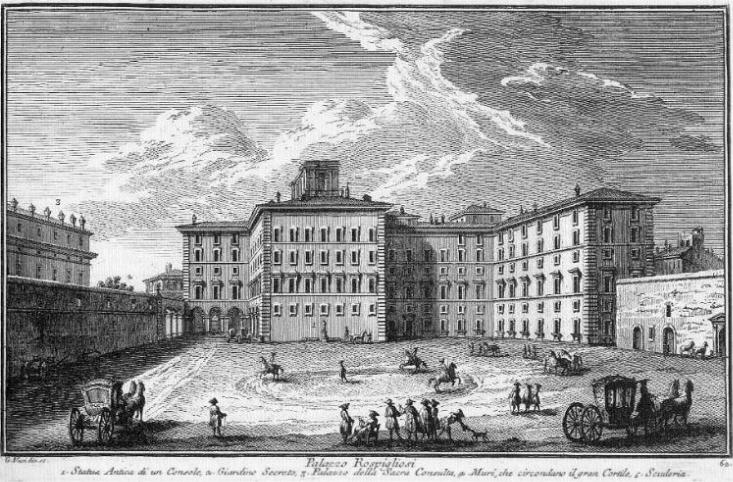
Le palazzo Pallavicini Rospigliosi à Rome.